# 5.ª División (Australia)
La 5.ª División era una división de infantería del Ejército australiano qué servido durante la Primera y Segunda Guerra Mundial. La división se creó en febrero de 1916 como parte de la expansión de las brigadas de infantería de la Fuerza Imperial Australiana. Además de la existiente 8.ª Brigada se le añadieron las nuevas 14.ª y 15.ª Brigada, que habían sido formadas a partir de los batallones de la 1.ª y 2.ª Brigada, respectivamente. Desde Egipto, la división fue enviada a Francia, donde sirvieó en las trincheras a lo largo del Frente Occidental.
Después del fin de la guerra, y de la desmobilización de la AIF, la 5.ª División fue reactivada en 1921 y asignada a la unidad de reserva de la Australian Citizens Military Forces. Durante la Segunda Guerra Mundial, la división fue mobilizada para la defensa de North Queensland en 1942, cuando se creía que el área era un sitio propicio para una invasión por parte de las fuerzas japonesas. La mayoría de la división estuvo concentrada en el área de Townsville, a pesar de que el 11.º Grupo de Brigada se desplegó para la defensa de Cairns y Mareeba. Entre 1943–45, la división participó en la campaña de Guinea Nueva.